# ویلی هال
ویلی هال (به انگلیسی: Willie Hall) بازیکن فوتبال زادهٔ ۱۲ مارس ۱۹۱۲ اهل کشور انگلستان بود که سابقهٔ بازی در تیم ملی فوتبال انگلستان را در کارنامهٔ خود دارد. وی در تاریخ ۶ دسامبر ۱۹۳۳ نخستین بازی ملی خود را در مقابل تیم ملی فوتبال فرانسه انجام داد و با حضور در ۱۰ بازی ملی، در تاریخ ۱۸ مه ۱۹۳۹ واپسین بازی ملی‌اش را در برابر تیم ملی فوتبال یوگسلاوی برگزار کرد.
این بازیکن توانسته در بازی‌های ملی، ۹ گل به ثمر برساند. او فوتبالش را در ناتس کانتی آغاز کرد و سپس به تاتنهام رفت و۱۲ سال در آن جا بازی کرد. او از اسطوره‌های محبوب این تیم لندنی به شمار می‌رود و نام او در تالار افتخارات باشگاه ثبت شده است.